# Show télé 82/Public
Albums de Michel Polnareff
Bulles
(1981) La Vengeance du serpent à plumes
(1984)
Show télé 82/Public est un album de Michel Polnareff sorti en 1982. 
Jamais réédité, le 33 tours est transparent, c'est une pièce de collection pour les fans de Michel Polnareff. Le public a été enregistré par-dessus (il n'y en avait pas au début). Si on compare la vidéo de l'émission avec le disque, on s'aperçoit que la voix a été ré-enregistrée en studio. Ce n'est donc que partiellement un "live". Deux titres avaient été interprétés dans l'émission sans avoir été repris sur le vinyle : "Holding on to smoke" (chanté en playback) et "Jenny Jenny", que Polnareff jouait souvent à la fin de ses spectacles dans les années 1970.

## Liste des titres
| No | Titre                   | Auteur                                | Durée |
| -- | ----------------------- | ------------------------------------- | ----- |
| 1. | Radio                   | M. Polnareff-J.-P. Dréau/M. Polnareff |       |
| 2. | Tam-tam                 | M. Polnareff-J.-P. Dréau/M. Polnareff |       |
| 3. | Love Me, Please Love Me | M. Polnareff-F.Gérald/M. Polnareff    |       |
| 4. | Joue moi de toi         | M. Polnareff-J.-P. Dréau/M. Polnareff |       |
| 5. | Je t'aime               | M. Polnareff-J.-P. Dréau/M. Polnareff |       |
| 6. | Le Bal des Laze         | M. Polnareff-P. Delanoë/M. Polnareff  |       |
| 7. | Elle rit                | M. Polnareff-J.-P. Dréau/M. Polnareff |       |
| 8. | On ira tous au paradis  | J.-L. Dabadie/M. Polnareff            |       |